# Offset (obchod)
Offset (angl.) nebo offsetová smlouva je doprovodná smlouva k (velké) zakázce, kterou se původní dodavatel zavazuje k odběru výrobků či služeb od původního odběratele. Offsety se nejčastěji používají u mezinárodních zbrojních zakázek, jejichž odběratelem je stát. Jsou součástí konkurenčního boje, odběrateli pomáhají prosadit zakázku ve veřejnosti, na druhé straně znepřehledňují porovnání cen a poskytují také příležitosti ke korupčnímu jednání.

## Vymezení
V politické řeči se offsety obvykle označují jako „průmyslová spolupráce“, protože z čistého nákupu se stává výměna produktů a služeb. Jindy se mluví o „kompenzačním obchodě“. Může podporovat domácí firmy i zaměstnanost, případně poskytovat přístup k novým technologiím. Pro vlády může být důležité i to, že pomáhá zlepšit bilanci zahraničního obchodu. Americký Úřad pro obchod a bezpečnost (BIS) definuje offset jako „povinnou kompenzaci, kterou vyžadují zahraniční vlády při nákupu zbraňových systémů a služeb“.
Velikost sjednaného offsetu se obvykle vyjadřuje v procentech ceny původní zakázky a obvykle překračuje 100 %, skutečnost se však obtížně ověřuje, zejména u tzv. nepřímých offsetů.

## Kritika offsetů
Offsetová smlouva není zcela dobrovolná a odporuje zásadám volné soutěže, Nebezpečí korupce je podle Transparency International v tom, že nabídka offsetu ovlivňuje potřebu zbrojní zakázky, znepřehledňuje porovnání nabídek a umožňuje získávat soukromé výhody osobám, které se na vyjednávání podílejí.
Americké, evropské a další úřady regulují offsety různými pravidly, v ČR je to např. Směrnice pro realizaci programů průmyslové spolupráce MPO č. 19/2010.

## Významné offsety v Česku
S velkým objemem offsetových služeb byla spojena smlouva o desetiletém pronájmu 14 stíhaček Saab JAS-39 Gripen za 20 mld. Kč v roce 2004. Korupci tehdy vyšetřovala švédská, britská, rakouská i česká policie.
Při nákupu obrněných transportérů Pandur II vyjednala česká vláda offsety v objemu 153 %, podle premiéra Topolánka většinou přímé. 